# Tro-Bro Léon 2008
Il Tro-Bro Léon 2008, venticinquesima edizione della corsa e valida come evento dell'UCI Europe Tour 2008 categoria 1.1, si svolse il 20 aprile 2008 su un percorso totale di circa 193,1 km. Fu vinto dal francese Frédéric Guesdon che terminò la gara in 4h37'18", alla media di 41,781  km/h.
Partenza con 138 ciclisti, dei quali 57 portarono a termine il percorso.

## Ordine d'arrivo (Top 10)
| Pos. | Corridore        | Squadra         | Tempo    |
| ---- | ---------------- | --------------- | -------- |
| 1    | Frédéric Guesdon | Fr. des Jeux    | 4h37'18" |
| 2    | Maksim Gurov     | A-Style-Somn    | a 1"     |
| 3    | Julien Belgy     | Bouygues Tél.   | a 45"    |
| 4    | Lilian Jégou     | Fr. des Jeux    | a 48"    |
| 5    | Gabriel Rasch    | Crédit Agricole | s.t.     |
| 6    | Jean-Luc Delpech | Bretagne        | s.t.     |
| 7    | Cédric Coutouly  | Agritubel       | s.t.     |
| 8    | Florent Brard    | Cofidis         | s.t.     |
| 9    | Benoît Sinner    | Agritubel       | a 57"    |
| 10   | Jaŭhen Hutarovič | Fr. des Jeux    | a 1'30"  |